# 기내식

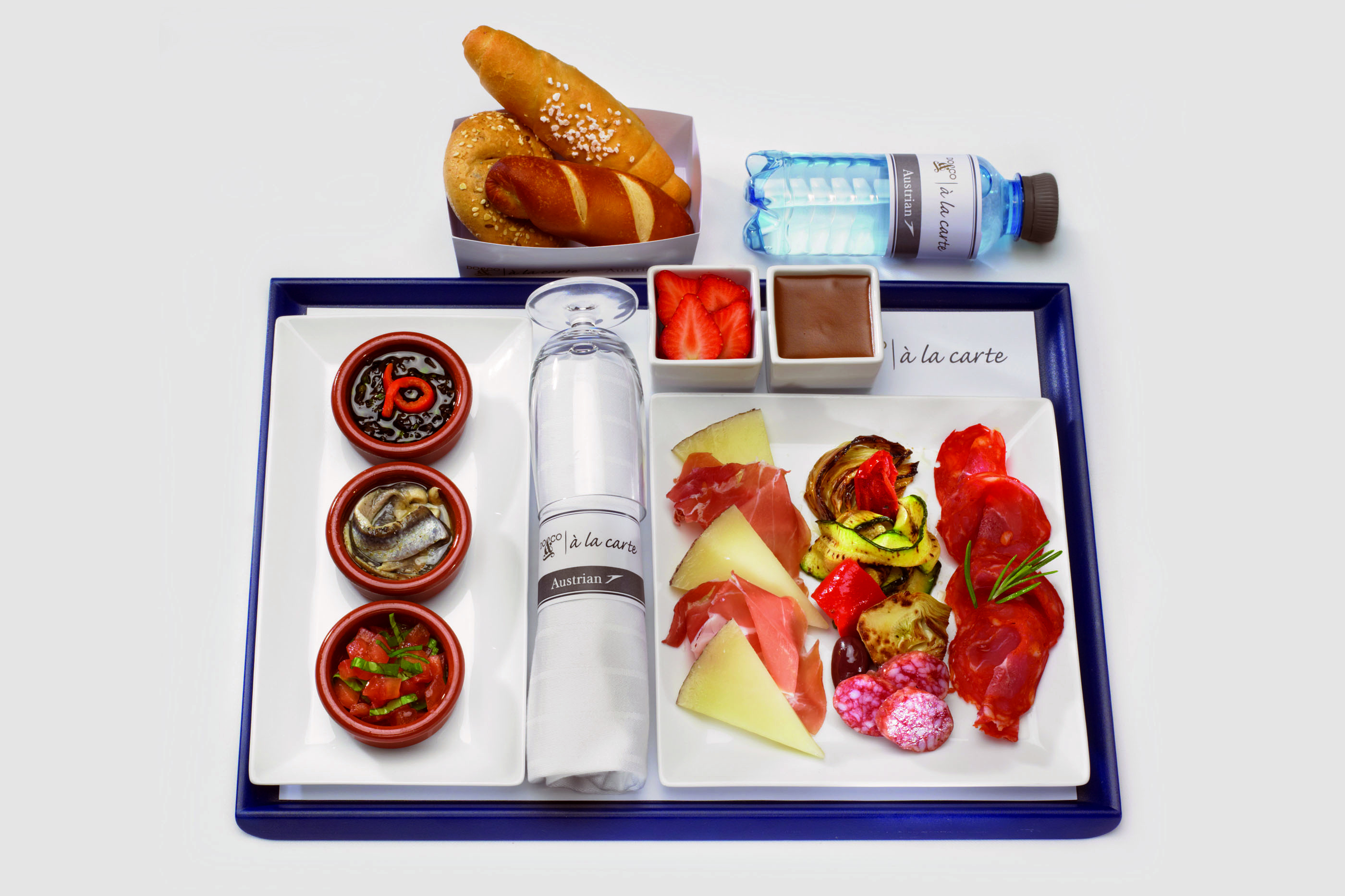
도 앤 코의 아라카르트 요리가 오스트리아 항공 기내에서 서비스되는 모습

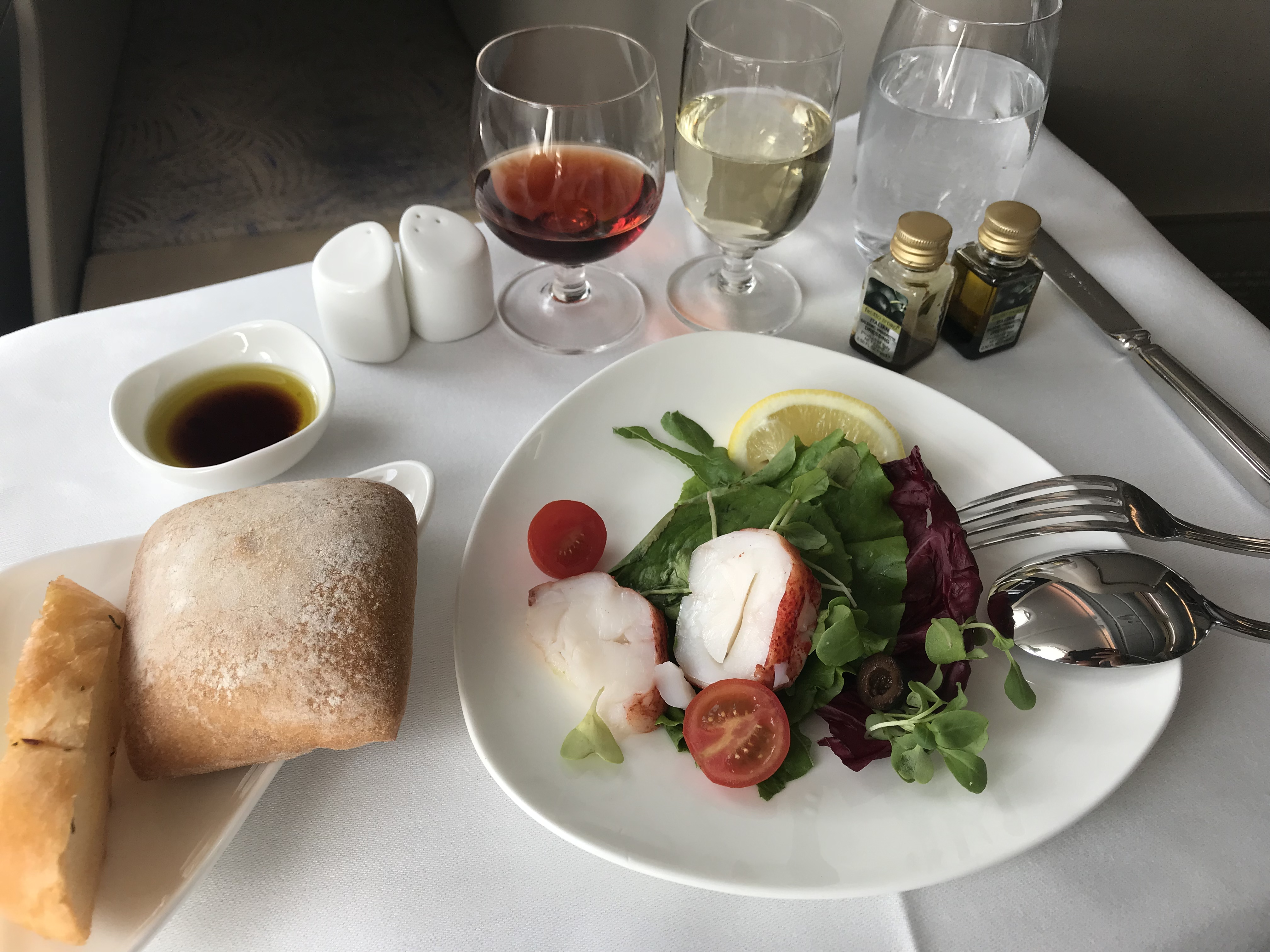
아시아나항공의 비즈니스 클래스 기내식

기내식(機內食, 영어: airline meal, airline food, in-flight meal)은 상업 여객기 내에서 승객에게 제공되는 식사를 말한다. 이 식사는 전문 항공사 케이터링 서비스에 의해 준비되며, 일반적으로 항공 서비스 카트를 사용하여 승객에게 제공된다.
이러한 식사는 항공 회사 및 좌석 등급에 따라 품질과 양이 크게 달라진다. 단거리 노선 이코노미 클래스의 간단한 스낵이나 음료부터 장거리 비행 일등석의 7코스 미식 요리에 이르기까지 다양하다. 제공되는 음식의 종류 또한 국가별로 크게 다르며, 출발 국가와 도착 국가의 현지 요리 요소를 종종 포함한다. 항공 자유화로 인해 미국 국내 시장에서 항공권 가격이 규제되었을 때, 음식은 항공사들이 차별화하는 주요 수단이었다.

## 역사

### 1920년대: 초기 비행기의 비가열식 식사

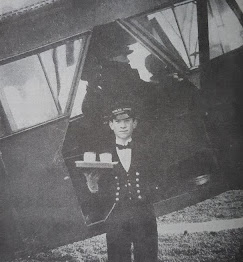
다임러 에어웨이즈의 첫 승무원 잭 샌더슨이 드 하빌랜드에 탑승하는 승객들에게 주스를 제공하는 모습

다임러 에어웨이즈는 가벼운 다과 서비스를 개척했다. 그들의 항공 승무원은 현지 시장에서 음식을 조달하여 도시락에 준비해 제공했다. 비행기는 승객들이 식사를 할 수 있도록 심지어 승객이 탑승하거나 내리지 않는 목적지에 착륙해야 할 때도 있었다. 항공기 식사 서비스의 초기 단계에서는 커피와 차 (음료)만이 따뜻하게 제공되는 다과였다.
최초의 기내식은 1919년 10월 런던-파리 노선을 위해 같은 해 설립된 항공사 핸들리 페이지 트랜스포트에 의해 서비스되었다. 승객들은 샌드위치와 과일 중 하나를 선택할 수 있었다. 기내 메뉴는 항공 여행 빈도가 낮아 승객들이 제공되는 음식의 유사성을 알아채기 어려웠기 때문에 자주 변경되지 않았다.
1929년 팬아메리칸 월드 항공의 첫 비행에서는 항공병을 예방하기 위해 껌만 제공되었다. 이 시대의 비행은 매우 시끄럽고 불편했으며, 승객들은 처음 비행하는 것에 대해 종종 불안해했다.
1920년대 후반, 웨스턴 에어 익스프레스는 미국에서 최초로 기내식을 제공한 항공사 중 하나로, 로스앤젤레스와 샌프란시스코 간의 비행에서 시작되었다. 제공되는 음식에는 프라이드 치킨, 케이크, 과일 및 샌드위치가 포함되었다. 식사 시간은 불쾌한 비행 경험에서 벗어나게 하고 긴장을 완화하는 데 도움이 되었다.

### 1930년대: 기내식의 낭만화
식사 공간은 점차 넓어져 승객들이 식사를 하면서 자유롭게 돌아다니고 어울릴 수 있도록 하여 1930년대는 항공 여행의 "가장 낭만적인" 시대로 묘사되었다. 항공기 라운지는 고급 도자기와 흰색 식탁보로 정교하게 디자인되었다.
유나이티드 항공은 최초의 전용 기내식 주방을 설립했다. 캘리포니아주 오클랜드에 본사를 둔 이 이니셔티브는 승객들에게 달걀 스크램블 또는 프라이드 치킨을 메인 코스로 선택할 수 있는 기회를 제공했다. 동시에 비행 기술과 항공기 성능의 개선은 식사 서비스에 새로운 문제들을 야기했다. 고고도 비행은 달걀이 익는 데 더 오랜 시간이 걸리고 빵이 훨씬 빨리 상한다는 것을 의미했다.
팬아메리칸 월드 항공은 시코르스키 S-42 항공기 내에서 기내식을 최초로 가열한 것으로 알려져 있다. 보잉 247 및 더글러스 DC-3와 같은 더 큰 항공기의 도입은 뜨거운 난로와 냉장고를 기내에 장착할 수 있는 더 많은 공간을 의미했다. 이러한 비행 경험의 업그레이드는 경쟁사들과 차별화하는 방법이었다.

### 1940년대: 미리 포장된 식사의 부상
제2차 세계 대전 종료 후 제작된 새로운 항공기는 1940년대 초의 항공기보다 발전했지만, 음식 가열 및 서비스 기술은 아직 따라잡지 못했다. 그러나 승객들은 거의 모든 비행에서, 심지어 인근 도시 간의 초단거리 비행에서도 음식이 제공될 것으로 기대하게 되었다. 이스턴 항공의 한 승무원은 워싱턴 D.C.에서 리치먼드 (버지니아주)까지의 20분 비행 동안 샌드위치와 음료를 제공해야 했던 것을 회상했다.

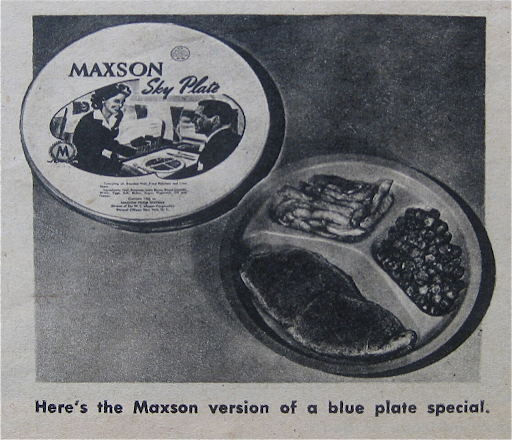
윌리엄 맥슨의 창작물인 스카이 플레이트는 냉동하여 비행 중 가열할 수 있었다.

제2차 세계 대전 미국 해군 참전 용사이자 W. L. 맥슨 코퍼레이션의 설립자인 윌리엄 맥슨은 전쟁 후 냉장고 개발의 급증과 병행하여 비행 중 냉동식품을 가열하는 아이디어를 도입했다. 그의 유명한 '스카이 플레이트'는 원래 해군 병사들이 따뜻한 식사를 할 수 있는 옵션으로 고안되었지만, 곧 팬아메리칸 월드 항공에서 미리 만들어진 음식을 제공하는 합법적인 방법으로 사용되었다. 팬아메리칸 월드 항공은 미리 만들어진 냉동식품을 제공하기 시작했으며, 이는 미국 슈퍼마켓에서 판매되는 TV 디너에 영감을 주었고, 오늘날에도 현대 상업 비행의 이코노미 클래스에서 여전히 제공되고 있다. 냉동식품 서비스는 비행이 취소될 경우 음식물 쓰레기를 크게 줄일 수 있어 항공사 경영진에게 호평을 받고 장려되었다.
1946년, 비행 승객 수가 증가하여 승무원들은 3분의 2의 시간 안에 두 배 많은 승객을 서비스해야 했다. 비행 시간이 점차 짧아짐에 따라 식사 시간 동안 음식을 빠르게 제공해야 한다는 압력이 커졌다. 특히 트레이 테이블을 착륙을 위해 접어야 할 때 승객들은 식사를 빨리 마쳐야 했다.

### 1950년대: 등급 차별화와 익숙한 아이콘으로서의 항공 승무원
기내 주방이 발전하기 시작했으며, 승객들은 항공기 후미에서 식사가 제공될 것으로 기대하게 되었다. 새로운 제트 여객기에는 최소 3개의 갤리 (주방)가 있었고, 각 좌석 등급마다 최소 하나씩 서비스를 제공했다. 항공사는 특별한 경우에 특별 메뉴를 제공하기도 했다. 예를 들어, 1954년 영국의 왕가가 호주를 방문했을 때, 콴타스 항공 승객들에게는 올랑데즈 소스를 얹은 생선과 감자를 곁들인 양고기 커틀릿이 제공되었다.
1958년, 국제 항공 운송 협회(IATA)는 이코노미 클래스를 별도의 좌석 등급으로 공식 인정했다. 이는 '샌드위치 전쟁'의 발단이 되었는데, IATA는 항공사들이 이코노미 클래스에서 간단하고 저렴한 음식만 제공할 수 있도록 하는 협정을 발표했다. 유럽 및 북미 항공사들은 이 규정을 다르게 해석하여, 후자는 일반적인 샌드위치를 제공한 반면, 전자는 아스파라거스와 우설과 같은 비싼 재료를 특징으로 하는 더 정교한 오픈 페이스 샌드위치를 제공했다. 여러 차례의 회의와 협상 끝에 IATA는 샌드위치가 지나치게 정교해서는 안 되며, 미국 항공사들이 제공하는 것과 더 유사해야 한다고 결정했다. 결국, 경쟁 심화로 인해 항공사들은 이코노미 클래스 승객들에게 더 고품질의 음식을 제공하기 시작했다.
1950년대는 또한 여성 항공 승무원이 항공 여행의 아이콘으로 인식되기 시작한 시기였으며, 특히 '하늘의 웨이트리스'라는 이미지를 통해 그러했다. 일본항공(JAL)은 도쿄도-샌프란시스코 노선에서 로스트 치킨과 파인애플 샐러드와 같은 미국 요리와 함께 몇 가지 '이국적인' 일본 음식을 제공했다. 미국식 식사를 제공하기로 한 결정은 외국인 승객의 취향을 맞추기 위해 일본항공의 상위 경영진에 의해 이루어졌다.

### 1960년대: 급격한 산업화
제트기가 더 높은 고도에서 비행하기 시작하면서, 기내식 케이터링 업체들은 승객들의 미뢰 민감도 감소 문제에 직면했다. 기내의 낮은 습도는 승객의 후각에 영향을 미쳐 미각 능력을 저하시켰다. 따라서 더 강한 맛의 음식과 음료가 포함된 메뉴를 고안하고 제공해야 했다. 순항 고도에서 소비할 때 더 저렴한 와인이 더 비싼 와인보다 맛이 좋다는 것이 밝혀졌다.
캐세이퍼시픽 항공은 여행의 스트레스와 낯설음에 대한 안락 음식으로 오랫동안 여겨져 온 전통 요리만을 제공하는 것에서 벗어나 처음으로 변화를 시도한 국제 항공사 중 하나였다. 이 항공사는 상어 지느러미 수프, 캥거루 꼬리 수프, 심지어 플레임 베이크드 알래스카까지 메뉴에 포함시켰다. 항공 관찰자들은 캐세이퍼시픽이 IATA에 가입하지 않았기 때문에 이러한 결정을 내릴 수 있는 자유가 있었을 것이라고 언급한다. 그럼에도 불구하고, 홍콩 항공사는 이후 항공편에서 상어 지느러미를 제공 및 운송하는 것을 중단했다.
1969년, 보잉 747 제트 여객기가 상업 항공에 도입되었다. 총 6개의 갤리에서 362명의 승객에게 서비스가 제공되었다. 카트도 처음으로 등장했지만, 이 카트가 식사 서비스 효율성을 높일 것으로 처음에는 생각되었음에도 불구하고, 승객 수 증가로 인해 식사 서비스 시간이 크게 단축되지는 않았다.
빠른 산업화는 또한 항공사들이 최단 시간 내에 가장 많은 승객에게 서비스를 제공하기 위한 전략을 고안하도록 강요했다. 모든 이코노미 클래스는 유리 제품에서 플라스틱으로 전환하여 세척 및 청소 필요성을 최소화했으며, 승객이 식사를 더 빨리 마칠 수 있도록 샌드위치와 같이 작고 한입 크기의 음식이 자주 제공되었다.

### 1970년대: 저가 항공사의 등장, 스타 셰프, 그리고 초국가적 식문화
1970년대에 비즈니스 클래스는 독립된 좌석 등급으로 인식되기 시작했으며, 항공사들은 종종 식기와 상차림 서비스를 차별화하여 이코노미 클래스와 구별했다. 동시에 저비용 항공사가 저렴한 여행 옵션으로 인기를 얻기 시작했다. 식사는 보통 미리 주문하고 비용을 지불하지 않으면 제공되지 않았지만, 땅콩 봉지는 일반적으로 승객들에게 배부되었다. 사우스웨스트 항공은 기내에서 땅콩을 제공하는 이러한 관행을 시작했지만, 2018년 땅콩이 알레르겐이 될 수 있다는 우려가 제기된 후 이 옵션을 제거했다.
에어 프랑스와 영국항공은 호화로운 일등석 서비스로 유명했으며, 캐비아, 푸아그라, 샴페인이 일반적인 메뉴였다. 두 항공사는 콩코드 (비행기) 초음속 항공기를 운항했으며, 승객들은 스타 셰프가 (때로는 기내에서 직접 요리하기도 함) 만든 메뉴를 받았는데, 랍스터와 트러플을 포함한 3-6코스 요리가 다마스크 식탁보에 웨지우드 및 로열 달턴 도자기에 담겨 제공되었고, 항공사의 12,000병 와인 저장고에서 엄선된 와인이 곁들여졌다. 콩코드가 운항하는 고도에서는 난기류가 거의 없었기 때문에 “승무원들은 15잔의 컵이 담긴 쟁반의 균형을 잡고 16인치 너비의 통로를 흔들림 없이 걸어 다닐 수 있었다.” 콩코드에서의 식사 서비스와 더 빠른 여행은 높은 티켓 가격(1976년 1,500달러, 2003년 12,000달러)을 정당화했으며, 콩코드 승객에게 제공되는 좁은 레그룸과 제한된 허용 수하물을 상쇄했다.
국제 무역의 확산은 기내식 케이터링 업체들이 음식 생산 시설을 효율화할 수 있도록 했다. 세계 각지의 재료가 중앙 주방으로 공수되어 조리 및 포장된 후, 다른 도시로 운송되어 출발 항공기에 실렸다. 팬아메리칸 월드 항공이 그러한 항공사 중 하나였으며, 뉴욕, 샌프란시스코, 도쿄도와 같이 자원이 풍부한 도시에 주방을 두었다.
1973년, 프랑스 항공사 UTA 항공은 기내 메뉴를 개선하기 위해 셰프를 고용한 최초의 항공사가 되었다. 프랑스 셰프 레몽 올리버는 고고도에서 미뢰 변화에 맞춰 메뉴를 전면 개편하는 임무를 맡았다. 올리버는 레시피에 소금, 설탕, 기름의 양을 늘려 거의 즉각적인 맛 개선을 가져왔다.

### 1980년대–현재: 지속적인 보안 및 비용 문제
높은 항공 여행 수요로 인해 항공사들은 비용을 절감할 새로운 방법을 찾아야 했다. 1987년, 아메리칸 항공의 로버트 L. 크랜들 사장 겸 회장은 일등석 식사에서 올리브 한 개를 제거함으로써 연간 4만 달러를 절약했다고 보고되었다.
2006년, 2006년 대서양 횡단 항공편 테러 음모 사건으로 대서양 횡단 항공편 10편에서 직접 만든 폭발물을 터뜨리려는 계획이 적발되었다. 이로 인해 100ml를 초과하는 액체류가 모든 항공편에서 금지되었고, 승객들은 공항과 기내에서 더 비싼 음료를 구매해야 했다.
2016년, 영국항공은 모든 단거리 노선 항공편의 프리미엄 이코노미 클래스와 이코노미 클래스에서 두 번째 식사 서비스를 폐지했다. 승객들은 스낵으로 때우거나 배가 고프면 추가 식사를 구매해야 했다.
국제 항공사들은 스타 셰프 또는 미슐랭 스타 셰프와 협력하여 기내식 경험을 더욱 향상시키고 있다. 예를 들어, 아메리칸 항공은 푸드 네트워크 요리 게임 쇼 Chopped의 심사위원이자 레스토랑 경영자인 마니트 차우한과 일등석 및 비즈니스 클래스 메뉴를 위해 협력했고, 싱가포르 항공의 '쿡 예약'은 프리미엄 좌석 등급 승객들이 항공사의 셰프 패널이 만든 메뉴 중에서 식사를 선택할 수 있는 옵션을 제공한다.
코로나19 범유행은 기내식이 향수의 경험이 되었고, 사람들이 세트 메뉴를 구매하여 지상에서 식사를 하게 되었다. 2020년, 싱가포르 항공은 '싱가포르 항공 체험: 창이 A380 레스토랑'의 일환으로 지상에 정지된 A380 항공기에서 식사를 제공했다. 티켓은 출시 30분 만에 매진되었다. 2023년 7월 1일부터 쇼나이 공항에 전일본공수(ANA)의 국제선 노선에서 제공되는 전자레인지용 냉동 요리를 판매하는 자동판매기가 설치되었으며, 현지 주민들이 이 식사의 80%를 구매하고 있다.

## 내용물

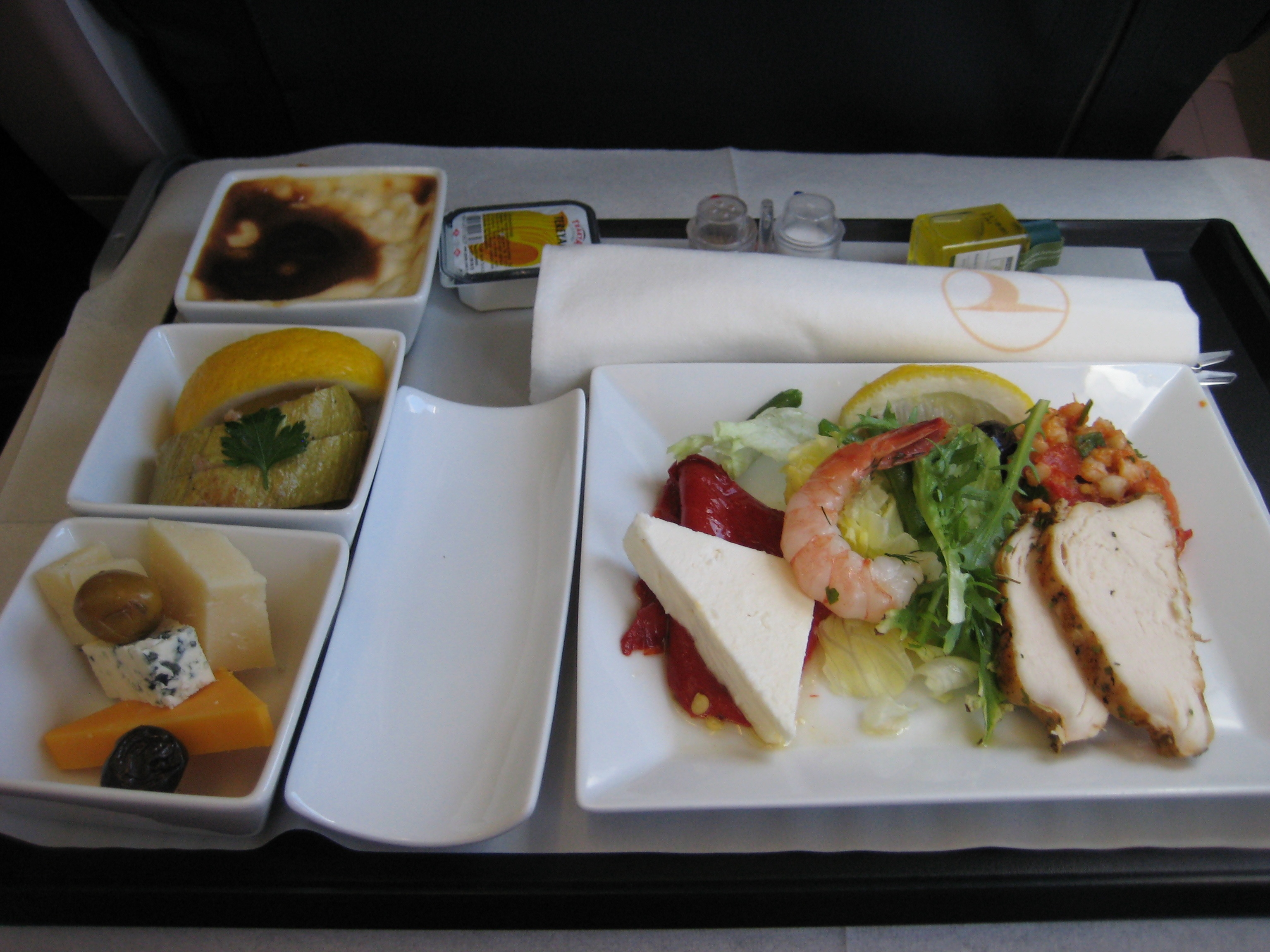
터키항공 비즈니스 클래스 기내식, 이스탄불 공항발 카이로 국제공항행 항공편

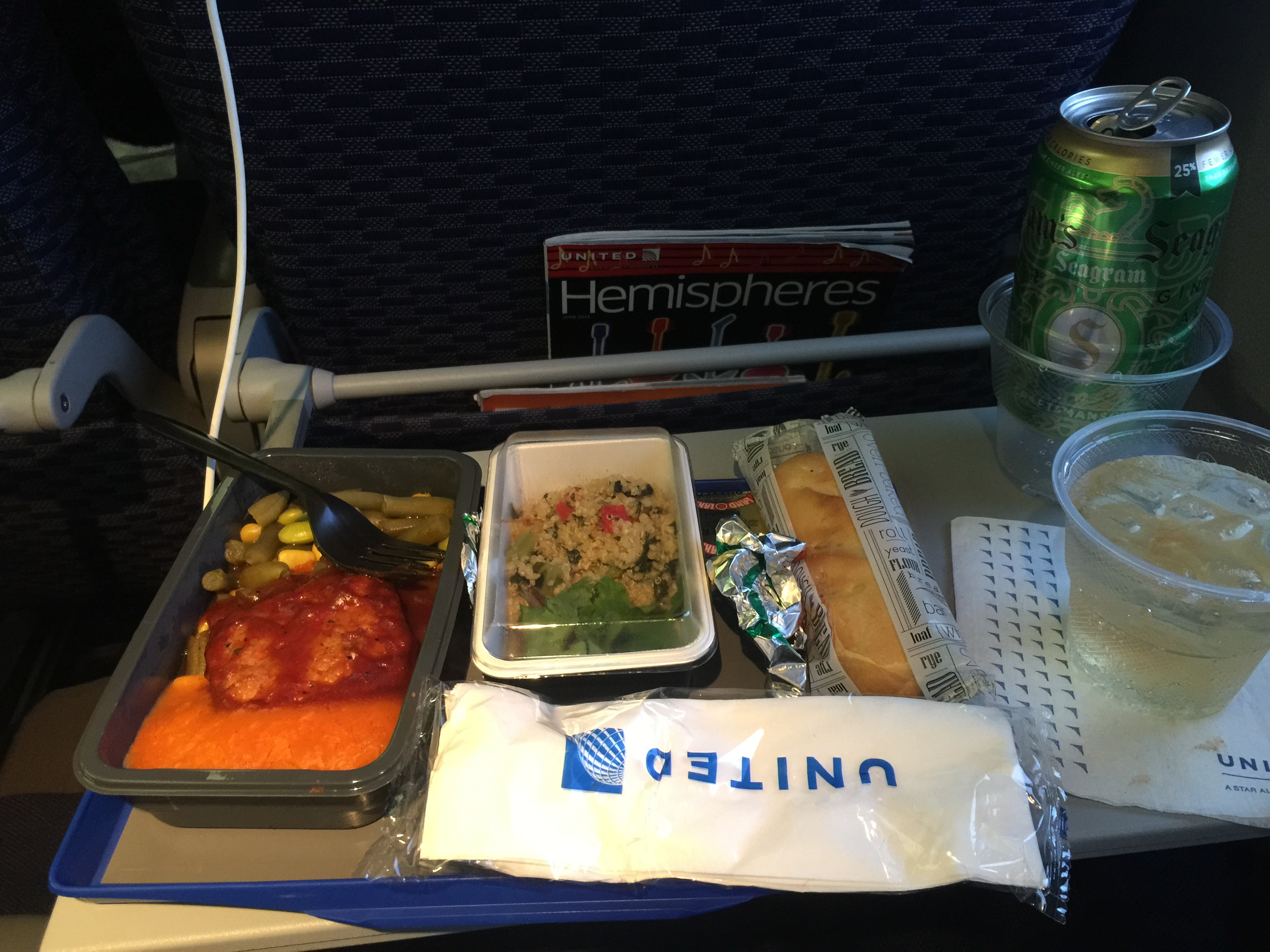
유나이티드 항공 국제선 이코노미 클래스 기내식, 워싱턴 덜레스 국제공항발 취리히 공항행 항공편

음식과 서비스의 종류는 항공사와 좌석 등급에 따라 달라진다. 이코노미 클래스에서는 일반적으로 플라스틱 일회용품 용기에 담긴 미리 포장된 냉동식품으로 구성되며 (슈퍼마켓에서 판매되는 TV 디너와 유사), 항공 서비스 카트에서 쟁반에 담겨 제공된다. 이는 승객 수가 많아 식사 서비스를 빠르게 하기 위함이다. 항공사 및 비행 시간에 따라, 프리미엄 식사 (재고 상황에 따라 다르며 사전 주문이 필요할 수 있음)를 포함한 여러 기내판매 옵션을 이코노미 클래스 승객이 구매할 수 있다. 프리미엄 이코노미 클래스 식사 서비스는 항공사마다 다르지만, 일반적으로 여전히 쟁반에 담겨 나오며 나중에 세척/재사용되는 접시/그릇에 제공되고, 이코노미 클래스보다 품질이 높으며 신선한 과일/채소 및 비즈니스 클래스와 유사한 프리미엄 앙트레가 포함될 수 있다. 일등석 및 비즈니스 클래스에서는 식사가 일반적으로 식탁보, 금속 식기, 접시, 유리잔과 함께 여러 코스로 제공되며, 고급 음식점의 웨이터와 유사한 서비스가 제공된다 (1930년대 기내 식사와 유사). 일반적으로 이코노미 클래스의 쟁반과 카트는 사용하지 않는다.
항공사 저녁 식사는 일반적으로 고기 (가장 흔하게 닭고기 또는 쇠고기), 생선, 쌀, 국수 또는 파스타를 포함한다. 또한 샐러드 또는 채소, 작은 롤빵 (버터와 함께), 그리고 후식이 제공된다. 양념 (일반적으로 소금, 후추, 설탕)은 작은 봉지 또는 흔들 수 있는 용기에 담겨 제공된다. 종종 음식은 항공사가 기반을 둔 국가 또는 항공기가 목적지로 향하는 국가의 문화를 반영한다 (예: 인도 요리, 일본 요리, 중국 요리 또는 서양 요리 식사).
케이터링 업체는 일반적으로 식이 제한이 있는 승객을 위해 대체 식사를 제공한다. 이는 일반적으로 최소 24시간 전에 주문해야 하며, 때로는 항공권을 구매할 때도 주문할 수 있다. 보다 일반적인 예시는 다음과 같다.
- 튀르키예 요리, 프랑스 요리, 이탈리아 요리, 중국 요리, 일본 요리, 한국 요리, 인도 요리 스타일과 같은 문화적 식단.
- 영유아식. 일부 항공사는 베이크트 빈즈, 미니 햄버거, 핫도그와 같이 어린이들이 좋아할 만한 음식을 포함하는 어린이 식사도 제공한다.
- 식이 섬유 저/고, 지방/콜레스테롤 저, 당뇨 식단, 땅콩 알레르기 없음, 비젖당, 소금/저염식 저, 저퓨린, 저칼로리, 저단백, 담백한 (맵지 않은), 글루텐 프리 식사와 같은 의학적 식단.
- 코셔, 할랄, 힌두교의 채식주의, 불교의 채식주의, 자이나교의 채식주의와 같은 종교적 식단.
- 채식 식사는 일반적으로 난유 채식주의 또는 비건 식사로 더 세분화된다. 이 식사들은 아시아 요리 또는 서양 요리와 같은 특정 요리를 따를 수 있다.

### 할랄 음식
일부 이슬람 및 중동 항공사의 경우, 이슬람 율법에 따라 항공기 내 모든 좌석 등급과 요리는 돼지고기와 알코올이 없는 할랄 인증을 받은 무슬림 식사로 제공된다. 에미레이트 항공, 에티하드 항공, 오만 항공, 카타르 항공은 비무슬림 승객에게 와인 병을 제공하지만, 비무슬림 승객이 특별히 요청하지 않는 한 항공 승무원은 이슬람 관습을 위반할 수 있으므로 알코올 음료를 제공하지 않는다. 터키항공은 돼지고기나 라드가 포함된 식사를 제공하지 않지만, 특히 국제선 항공편에서는 요청 시 알코올 음료를 제공한다. 이란과 사우디아라비아는 엄격한 샤리아 규정을 적용하므로, 이란 항공, 마한 항공, 사우디아와 같은 해당 국가의 항공사들은 돼지고기나 알코올 음료를 제공하지 않으며, 이란이나 사우디아라비아를 오가는 모든 항공사도 이를 제공하는 것이 금지되어 있다. 그러나 가루다 인도네시아 항공은 요청 시 알코올 음료(위스키, 맥주, 샴페인, 와인)를 제공한다.

### 코셔 음식

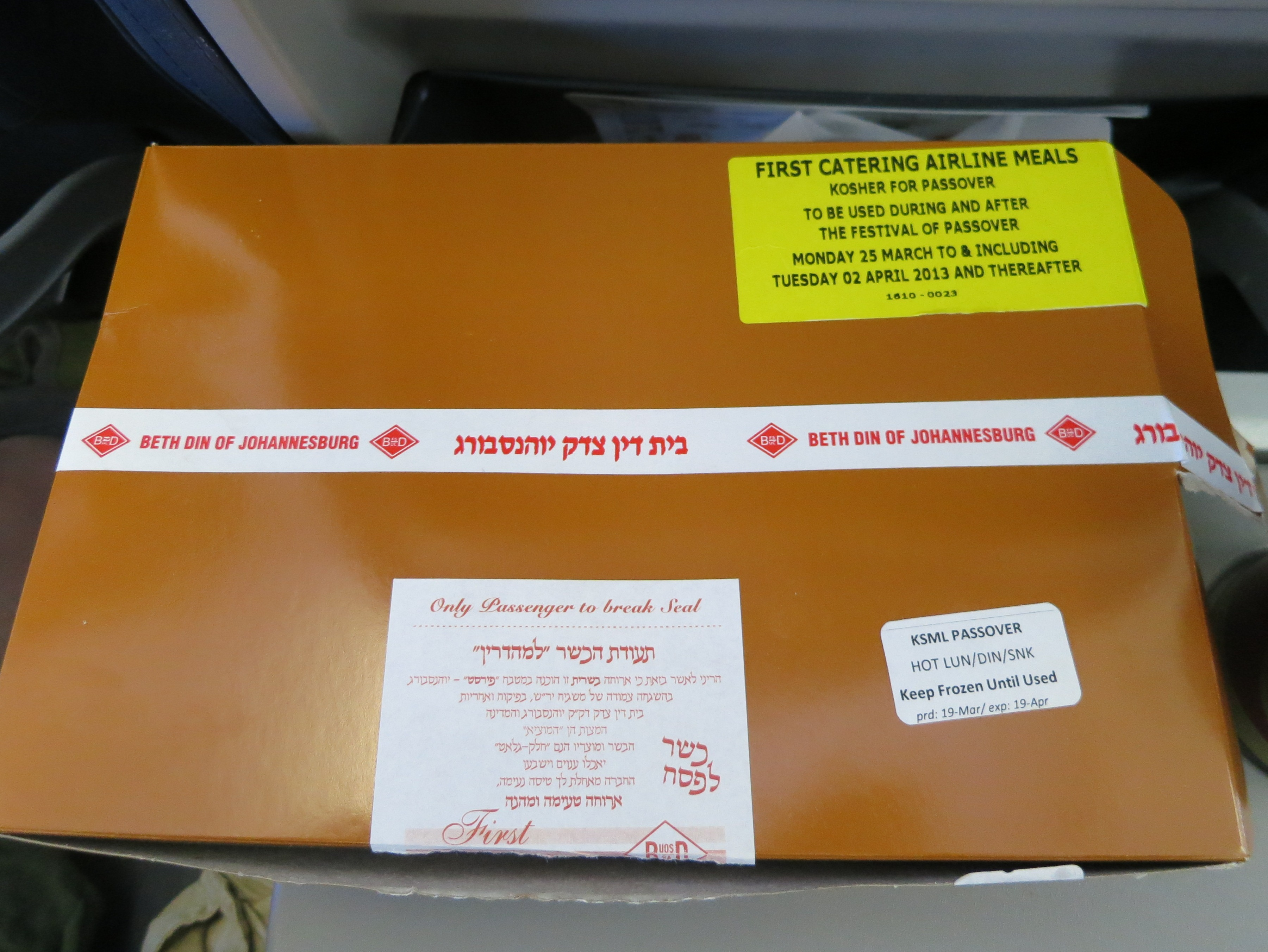
요하네스버그의 베트 딘이 승인한 기내 코셔식

이스라엘 항공사인 엘알 이스라엘 항공, 아키아 이스라엘 항공, 이즈라에어 항공의 경우, 제공되는 모든 식사는 랍비가 코셔 인증을 한다. 이스라엘 외의 목적지에서도 스카이 셰프는 코셔 식사를 만들고 항공기에 싣기 위해 랍비의 감독을 받아야 한다. 다른 많은 항공사들도 코셔 인증 식사를 제공하는데, 이는 외부 인증된 공급업체로부터 구매하여 밀봉된 채로 승객에게 제공된다. 이러한 식사는 이중 포장된 포일 용기에 담겨 항공기 오븐에서 코셔가 아닌 음식과 함께 가열될 수 있으며, 적절한 식이 율법을 위반하지 않는다.

### 식기 및 식탁 용품
9·11 테러 이전에는 일등석 승객에게 종종 금속 식기류 세트가 제공되었다. 이후 일반 가정용품은 항공기 내에서 무기로 사용될 가능성이 더 면밀히 평가되었고, 일등석 및 이코노미 클래스 승객 모두 플라스틱 식기만 사용하도록 제한되었다. 일부 항공사는 2003년 SARS 발생 중 금속 식기에서 모두 플라스틱 또는 플라스틱 손잡이 식기로 전환했는데, SARS 바이러스가 사람 간에 쉽게 전염되며, 플라스틱 식기는 사용 후 버릴 수 있기 때문이었다. 많은 항공사가 나중에 다시 금속 식기로 돌아갔다. 그러나 싱가포르 항공, 카타르 항공, 일본항공, 에미레이트 항공, 가루다 인도네시아 항공, 루프트한자, 스위스 국제항공과 같은 일부 항공사는 2019년 현재에도 이코노미 클래스에서 금속 식기를 계속 사용하고 있다.
일부 항공사는 승객의 도둑으로 인한 비용 회수를 위해 이코노미 클래스에서 플라스틱 식기로 전환하기도 했는데, 금속 식기가 절도 대상이 되는 흔한 품목이기 때문이다.
2010년 5월, 호주와 뉴질랜드에서는 각각의 국영 항공사인 콴타스 항공과 에어 뉴질랜드가 국제선 항공편에서 플라스틱 식기를 교체하기 전에 10~30회 재사용한다는 우려가 제기되었다. 두 항공사 모두 비용 절감, 국제 검역, 환경을 그 이유로 들었다. 또한 두 항공사는 플라스틱 식기류가 재사용 전에 상업적으로 세척 및 멸균 처리된다고 밝혔다. 그러나 식기 재사용은 많은 항공사와 외식 산업에서 일반적인 관행이다.
청결을 위해 대부분의 식사에는 냅킨과 물티슈가 함께 제공된다. 일등석 및 비즈니스 클래스 승객에게는 종종 뜨거운 수건과 식탁보가 제공된다.

### 아침 식사

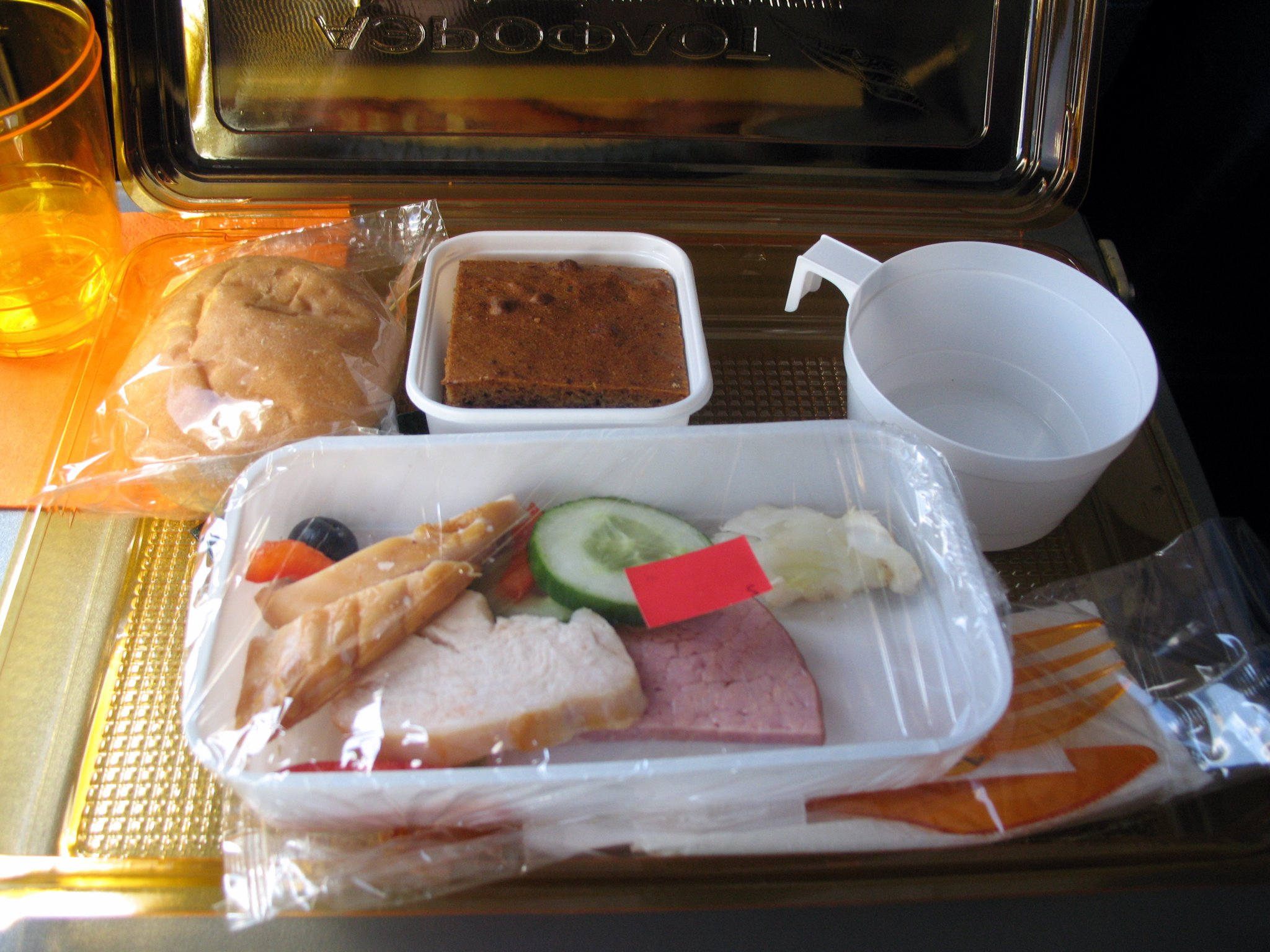
아에로플로트 단거리 노선에서 제공되는 아침 식사

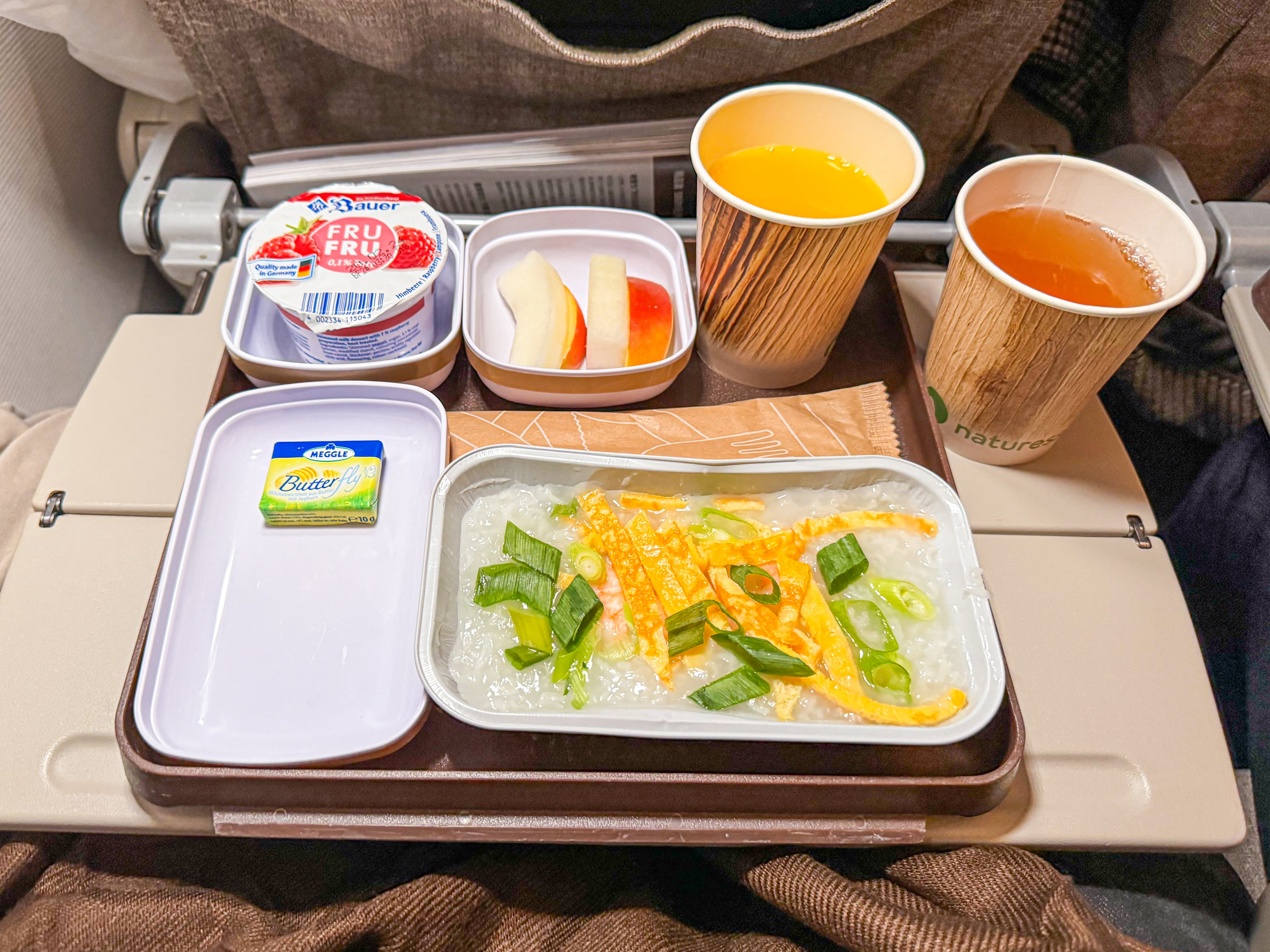
중국동방항공 프랑크푸르트발 상하이행 항공편에서 제공되는 중식 죽 아침 식사

야간 비행 및 오전 비행 중에는 조리된 아침 식사 또는 작은 컨티넨탈식 아침 식사가 제공될 수 있다. 장거리 비행 (및 아시아 내 단/중거리 비행) 시 아침 식사는 일반적으로 팬케이크 또는 달걀 앙트레, 소시지 및 구운 토마토와 같은 전통적인 풀 브렉퍼스트 음식, 그리고 종종 머핀 또는 페이스트리, 과일, 시리얼을 곁들여 제공된다. 더 짧은 비행에서는 일반적으로 작은 시리얼 상자, 과일, 그리고 머핀, 페이스트리 또는 베이글이 포함된 컨티넨탈식 아침 식사가 제공된다. 커피와 차 (음료)도 제공되며, 때로는 핫초콜릿도 제공된다.

## 비용
기내식은 일반적으로 아시아 항공사의 풀 서비스 항공사와 거의 모든 장거리 비행에서는 무료로 제공되지만, 저비용 항공사 또는 유럽 단거리 풀 서비스 항공편에서는 추가 비용이 발생할 수 있다. 항공 산업의 경제 상황 변화에 따라 품질도 달라질 수 있다.
일등석 및 비즈니스 클래스의 장거리 국제선에서는 대부분의 아시아 및 유럽 항공사가 미식 식사를 제공하는 반면, 미국에 기반을 둔 레거시 캐리어는 칵테일 스낵, 앙트레, 국, 샐러드, 주요리 (닭고기, 쇠고기, 생선 또는 파스타), 과일과 치즈, 아이스크림을 포함한 여러 코스 식사를 제공하는 경향이 있다. 일부 일등석 및 비즈니스 클래스 장거리 비행에서는 캐비아, 샴페인와 같은 별미도 제공한다.
미국 항공사의 기내식 비용 및 제공 여부는 최근 몇 년간 상당히 변화했다. 재정적 압력으로 인해 일부 항공사는 기내식에 요금을 부과하거나, 사우스웨스트 항공의 경우처럼 작은 스낵으로 대체해야 했다. 노스웨스트 항공은 무료 프레즐을 없애 연간 2백만 달러를 절약했다. 오늘날, 주요 미국 레거시 캐리어 (아메리칸 항공, 델타 항공, 유나이티드 항공)는 미국 국내선 및 북미 단거리 항공편의 이코노미 클래스에서 정식 식사 서비스를 중단했지만, 대부분의 대륙 횡단 노선에서는 유지하고 있다. 그리고 적어도 한 유럽 항공사, 아이슬란드 항공도 대륙 횡단 노선에서 이 정책을 따른다.
2018년 현재, 미국 4대 주요 레거시 항공사는 모두 이코노미 클래스 기내에서 무료 스낵을 제공한다. 유나이티드 항공은 2016년 2월에 무료 스낵을 다시 도입했다. 2016년 4월부터 아메리칸 항공은 모든 국내선 이코노미 클래스에서 무료 스낵을 완전히 복원했다. 특정 국내선 노선에서도 무료 식사를 이용할 수 있다. 델타 항공과 사우스웨스트 항공은 이미 수년간 무료 스낵을 제공해 왔다.
중국국제항공은 각 국내선 항공편 식사에 인민폐 50위안 (미화 7.30달러)이, 국제선 항공편에는 70위안 (미화 10달러)이 필요하다고 보고했다. 그러나 이 수치는 항공사마다 다르며, 일부 항공사는 비용이 3.50달러만큼 낮다고 보고하기도 했다. 중국국제항공은 또한 남은 음식을 줄이기 위해 전체 식사의 95%만 싣고, 비상시를 대비해 상하지 않는 음식을 보관함으로써 비용을 최소화하고 있다.
1958년, 팬아메리칸 월드 항공과 여러 유럽 항공사는 특정 항공사 음식 샌드위치가 "식사"로 간주되는지 여부를 놓고 법적 분쟁에 휘말렸다.

## 준비

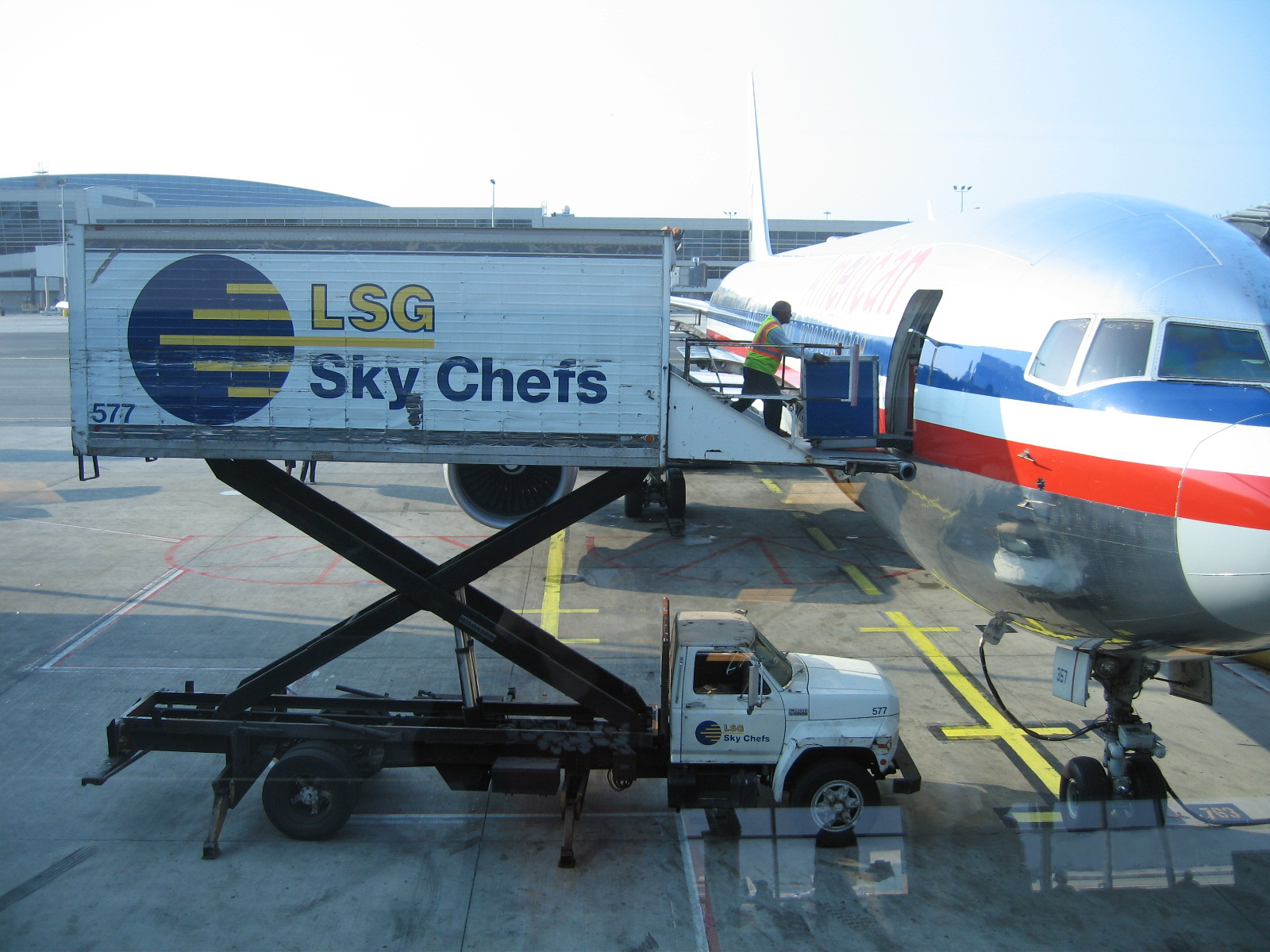
아메리칸 항공 보잉 767에 음식이 실리는 모습

대부분의 기내식은 이륙 전 지상에서 준비되지만, 일부는 순항 고도에서 준비된다. 항공사 기내식의 역사에 대해 글을 쓴 올브라이트 칼리지의 역사 교수 기욤 드 시온은 높은 고도는 음식의 맛과 미뢰의 기능을 변화시킨다고 말했다. 드 시온에 따르면, 가압으로 인해 음식은 "건조하고 맛이 없을" 수 있으며, 가압으로 인해 갈증을 느끼는 승객들은 물을 마셔야 할 때 알코올을 마실 수 있다고 한다. 실험 결과, 고고도에서는 짠맛과 단맛에 대한 인식이 30% 감소하는 것으로 나타났다. 또한 기내의 낮은 습도는 코를 건조하게 하여 후각 센서를 감소시키는데, 이는 요리의 풍미를 느끼는 데 필수적이므로, 결과적으로 기내식은 풍미를 높이기 위해 더 강하게 양념되는 경향이 있다.

### 식품 안전
식품 안전은 항공사 케이터링 산업에서 가장 중요하다. 항공기 승객 사이에서 대규모 식중독 사례가 발생하면 재앙적인 결과를 초래할 수 있다. 예를 들어, 1992년 2월 14일, 아르헨티나 항공 386편에서 콜레라에 오염된 새우가 제공되었다. 한 고령의 승객이 사망하고 다른 승객들도 병에 걸렸다. 이러한 이유로 케이터링 회사와 항공사는 협력하여 항공사 케이터링의 필요에 특화된 산업 지침을 제공하고 있다. 국제 항공 서비스 협회는 항공사 케이터링을 위한 세계 식품 안전 지침을 무료로 제공한다.
2011년 5월 18일, 바르셀로나에서 JFK로 향하는 아메리칸 항공 항공편에서 LSG 스카이 셰프가 준비한 음식으로 인해 웰치간균에 감염되어 73세 오손 코르테스가 사망했다.

## 조종사를 위한 다른 식사
1975년 2월, 일본 코카콜라 영업사원들과 그들의 아내들이 회사로부터 프랑스 방문 포상으로 비행기를 탔다. 테드 스티븐스 앵커리지 국제공항에서의 중간 기착에서, 햄과 치즈 오믈렛이 아침 식사로 기내에 실렸는데, 이는 도쿄도에서 프랑스로 향하는 비행기에서 승객 196명을 병들게 했다. 이 1975년 일본항공 식중독 사건이 항공사 비행사와 부조종사가 승객과 같은 음식을 먹지 않는 이유이다. 데이턴 (오하이오주)에 있는 라이트 주립 대학교 의과대학의 스탠리 모러 교수와 케네스 N. 비어스는 식중독이 항공기 승무원에게 중요한 위험이라고 생각했다.

### 참고 문헌
- Foss, Richard (2015). 《공중 및 우주 음식: 하늘에서의 음식과 음료에 대한 놀라운 역사》. 래넘. ISBN 978-1-4422-2728-6. OCLC 883647193.
- Evans, Bryce (2021). 《20세기 음식과 항공: 팬 아메리칸의 이상》. 런던. ISBN 978-1-350-09885-5. OCLC 1183400186.